# Marc Davis (Astronom)
Marc Davis (* 8. September 1947 in Canton, Ohio) ist ein US-amerikanischer Astronom.
Davis erwarb den Bachelor in Physik 1969 am Massachusetts Institute of Technology, den Master 1971 und den akademischen Grad Doktor 1973 jeweils an der Princeton University. Von 1975 bis 1981 war er Professor an der Harvard University, seither ist er Professor an der University of California, Berkeley.
Davis Hauptarbeitsgebiet ist die Kosmologie. Er untersuchte die großräumige Struktur des Universums und den Einfluss Dunkler Materie auf diese. Er ist an mehreren großen Rotverschiebungsdurchmusterungen von Galaxien beteiligt, in jüngerer Zeit besonders an den DEEP und DEEP2-Durchmusterungen mit den Keck-Teleskopen.

## Auszeichnungen
- 1975 Sloan Research Fellow
- 1982 Newton-Lacy-Pierce-Preis für Astronomie
- 1991 Mitglied der National Academy of Sciences
- 1992 Mitglied der American Academy of Arts and Sciences
- 2006 Dannie-Heineman-Preis für Astrophysik
- 2011 Gruber-Preis für Kosmologie